# Comando de Organización
El Comando de Organización (CdO), cuyo nombre completo es Comando de Organización de la Juventud Peronista es una organización política de ideología peronista cuyo principal dirigente fue Alberto Brito Lima.

## Orígenes
La agrupación tuvo origen en un congreso de la Juventud Peronista realizado en el Sindicato del Calzado a mediados de 1961 en el cual una facción dirigida por Alberto Brito Lima con Rubén Macchiavello, Pablo Flores y Domingo Paleo perdió por un voto una votación interna motivando que el grupo, que en ese momento controlaba la Secretaría de Organización de la Mesa Ejecutiva de la Juventud Peronista se escindiera.

### Diferencias con la centro izquierda
Ese sector consideraba que la Juventud Peronista había adoptado una metodología foquista cuyos resultados políticos consideraba precarios que cuestionaban como una equívoca “importación” del método de acción propio de la guerrilla cubana a una “realidad nacional” diferente y esgrimían como el fracaso más estentóreo el ataque que se había realizado al cuartel de Aeronáutica de Ciudad Evita a principios de 1960, a raíz del cual fueron detenidos varios dirigentes de la Mesa Ejecutiva.
El nuevo agrupamiento propiciaba una política organizacional orientada a la inserción territorial y desde una posición nacionalista y católica rechazaban el diálogo con el marxismo que comenzaban a ensayar otros sectores. Así, el número de marzo de 1963 del folleto Argentinos a la lucha que reflejaba su pensamiento, llamaba a combatir a “agentes marxistas” que enfrentaban a “una auténtica línea doctrinaria política y revolucionaria” dispuesta a mantener “una posición eminentemente patriótica, humanista y popular, es decir, peronista”, subrayada como la “doctrina única”. Por el otro lado, el sector que tenía como referentes a Envar El Kadri, Jorge Rulli y Carlos Caride reivindicó en el folleto Trinchera reivindicando el “giro a la izquierda” de la JP con un lenguaje de cuño marxista con rasgos de familiaridad con las ideas que venía propagando John William Cooke.

### Diferencias con la centro derecha
La agrupación buscaba diferenciarse política e ideológicamente tanto de los sectores más izquierdistas como del nacionalismo católico tacuarista. En los debates de la militancia radicalizada de la década de 1960 el foquismo confiaba en la acción de grupos minoritarios concienciados –las vanguardias– que conducirían hasta que el pueblo alcanzara el necesario nivel de conciencia. Al rechazar esta opción el CdO se pronunciaba por el insurreccionalismo, esto es que la violencia y el recurso de la acción armada eran legítimos en la medida que expresaran y acompañaran las luchas populares, pero no en tanto pretendiesen crearlas, como proponía el guevarismo; aquella posición del CdO estaba próxima a la que dentro de la izquierda sostenían las corrientes maoístas.

## Estructura
El CdO tenía una estructura vertical de matriz militar liderada por un conductor elegido en un congreso nacional –que siempre fue Brito Lima-, un Estado Mayor y una división en siete jefaturas funcionales. Brito Lima era quien elegía a los responsables de las unidades tácticas municipales y de las agrupaciones Centro, Norte y Sur, así denominadas para replicar las vías de entrada a la Plaza de Mayo donde se pensaba generar un “segundo 17 de Octubre”. Durante sus primeros años mantuvieron enfrentamientos con la policía y consiguieron un fuerte asentamiento en Morón y La Matanza, en especial en Ciudad Evita, y en el barrio porteño de Mataderos. Tenía una composición social de origen obrero y popular aunque con el tiempo captó militantes de los colegios secundarios de clase media en los barrios porteños de Belgrano y Villa Urquiza. Más adelante obtuvo cierta presencia en Catamarca, Chaco, Córdoba, La Rioja, Salta, Santa Fe y La Pampa.
Según afirmó Macchiavello años después, la agrupación que comenzó con cincuenta militantes, superaba los mil hacia 1964 y era la corriente más numerosa de la Juventud Peronista. Dentro del justicialismo su posición seguía siendo periférica y era vista como una aguerrida facción partidaria con prácticas pendencieras, con cierta capacidad para producir acciones orientadas a la protesta en el espacio público, en tanto la Policía Federal los caracterizaba como “chinoístas”.

### En la visita de De Gaulle
Cuando se produjo la llegada del general Charles de Gaulle a Argentina el 3 de octubre de 1964, Perón había convocado a sus simpatizantes a manifestarse y recibirlo como si fuera él mismo. Los comandos organizaron un grupo que tuvo una participación destacada en una acción que se inició en Plaza Francia con el cántico y el arrojo de volantes con la inscripción “De Gaulle, Perón, Tercera Posición” y finalizó con un enfrentamiento con la policía y la detención de militantes. La revista Primera Plana comentó al respecto que si bien el peronismo había fracasado en su vocación de mostrar “una impresionante manifestación de vigor colectivo”, en cambio había logrado “evidenciar la solidez de sus cuadros” y una capacidad de movilización de miles de activistas “aullando desde las 10 de la mañana hasta las 7 de la tarde”.